# Nguyen Binh Khiem
Nguyen Binh Khiem (vietnamesiska: Nguyễn Bỉnh Khiêm, född 1492, död 1587) var en vietnamesisk administratör, lärare, poet och vishetslärare, som betraktas som helgon inom den vietnamesiska religionen Cao Dai. Han är också känd och omtalad som Trạng Trình.